# Atletik under sommer-OL 2016 - 10000 meter løb (herrer)
Mændenes 10000 meter under sommer-OL 2016 fandt sted den 13. august 2016 på Olympic Stadium.